# Matteusskolan, Stockholm
Matteusskolan, ursprungligen Adolf Fredriks Norra Folkskola och därefter Matteus Folkskola, är en kommunal grundskola i Vasastan i Stockholm, som ligger vid korsningen Vanadisvägen/Norrtullsgatan, cirka fem minuters gångavstånd från Odenplan.  

## Verksamhet

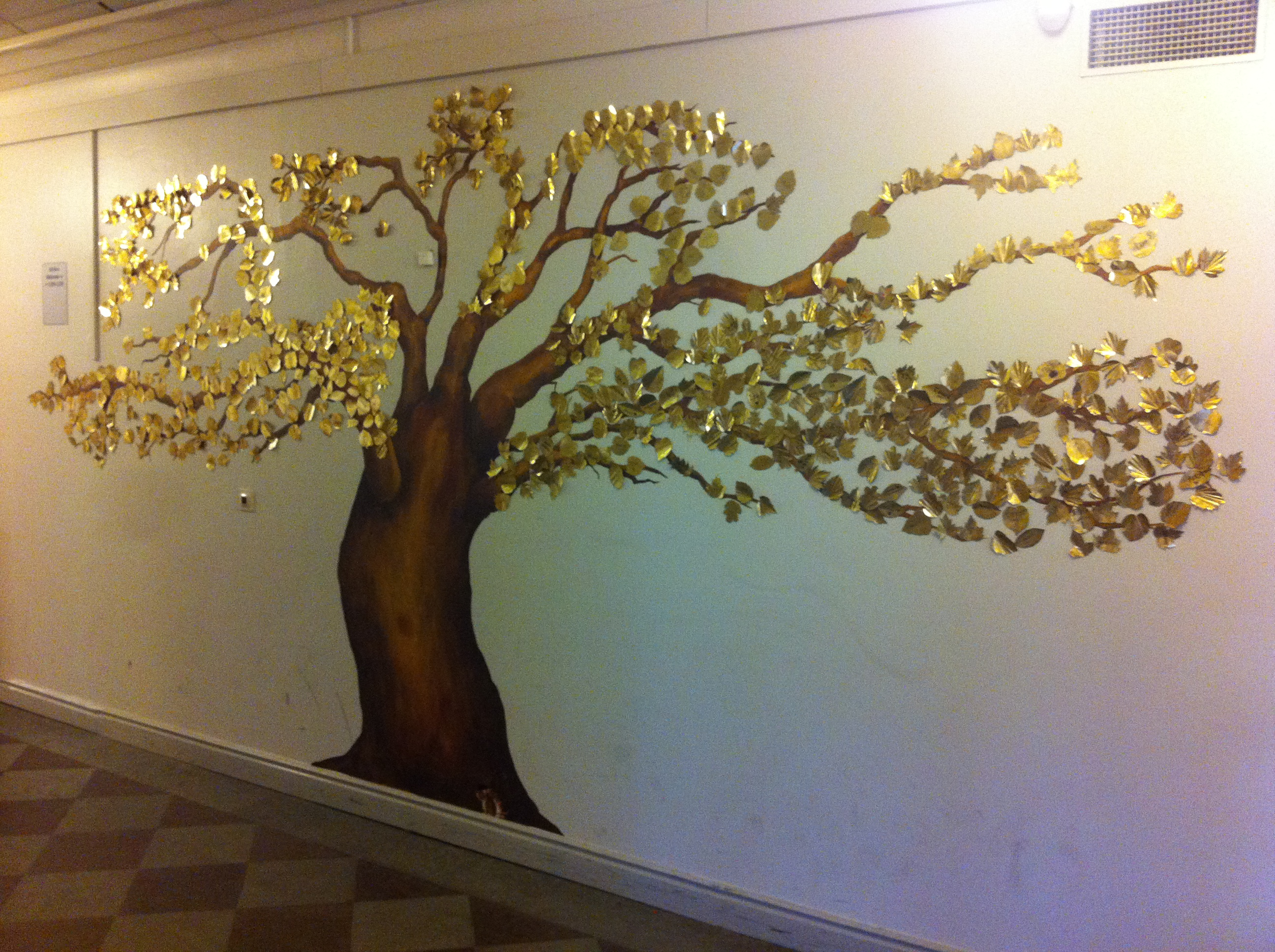
Det målade trädet vars löv ska representera alla elever på skolan målades i syfte att förespråka konceptet "ledaren i mig". Trädet befinner sig i ett av skolan trapphus.

Kommunal grundskola med två skolformer: 
- 3-parallellig skola åk F–9 med elever från förskoleklass upp till årskurs nio[1]
- Anpassad grundskola åk 1–9 (åldersblandad) [2]

I F–3-avdelningen ”Mimer” (tvärs över gatan) bedrivs en helintegrerad verksamhet för fritidshem och skola. Efter 2013 finns, utöver Mimers lokaler, ytterligare två förskolelokaler vid Odenplan.

## Motto och vision
Skolans motto är ett citat från Francis Bacon som lyder Kunskap är makt.
Skolans vision är ”Vingar som bär för framtiden”.

## Historia
Matteusskolan byggdes 1899–1901 för 1900 barn och invigdes den 17 februari 1902 av kung Oscar II samt fick sitt nuvarande namn 1905. 
Estniska skolan startades i skolans lokaler den 15 mars 1945, av ester som flytt från Estland under andra världskriget, under ledning av rektor Herman Rajamaa. 
2013 införde Matteusskolan ett amerikanskt ledarskapsprogram (Ledaren i mig). Programmet handlar främst om att leda sig själv och sedan sin tillvaro till en bättre framtid.) varpå ett flertal citat sattes upp i de flesta korridorer inklusive idrottssalarna i skolan.Såväl kostnaden för införandet som innehållet kritiserades av föräldrar till skolelever och debatterades i media.  Programmet ansågs kontroversiellt med principer som  inte kunde tillämpas på barn, detta eftersom konceptet ursprungligen var tillägnat att utveckla moralen inom företag. Efter klagomål till kommunen gjordes en anmälan till skolinspektionen. I anmälan ifrågasattes programmets lämplighet och förenlighet med skolans läroplan. Skolinspektionen meddelade i ett utlåtande i januari 2014 att konceptet inte bryter mot några av skolans förhållningsregler.

## Arkitektur

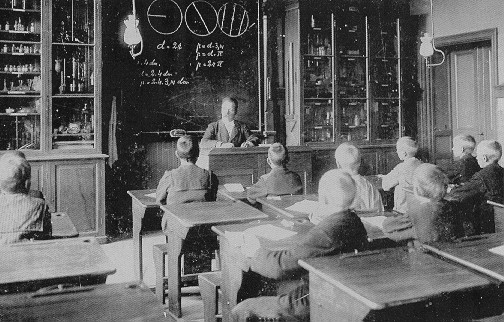
Undervisningen på 1920-talet

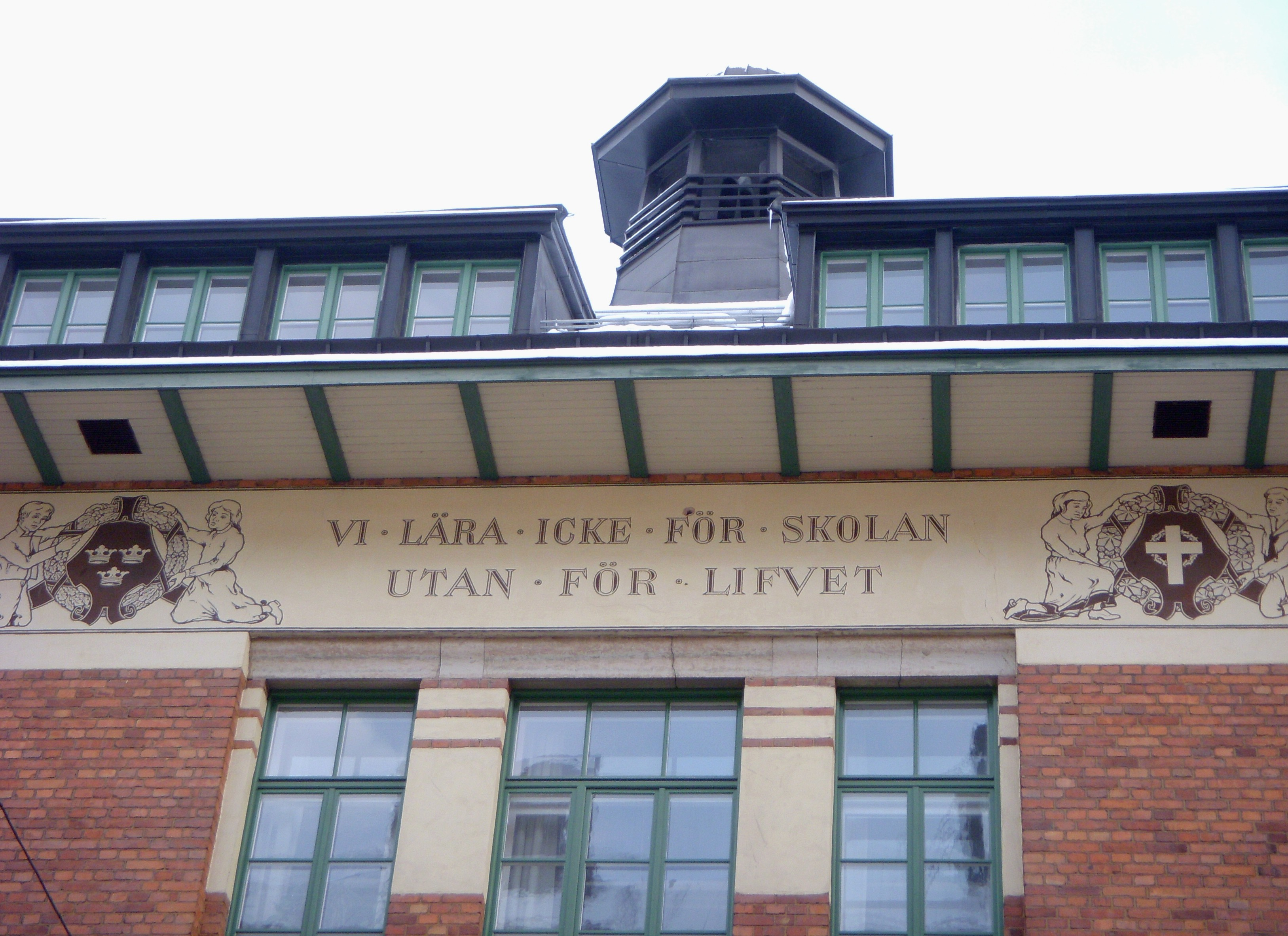
Fasaddetalj med aforism – tänkespråk

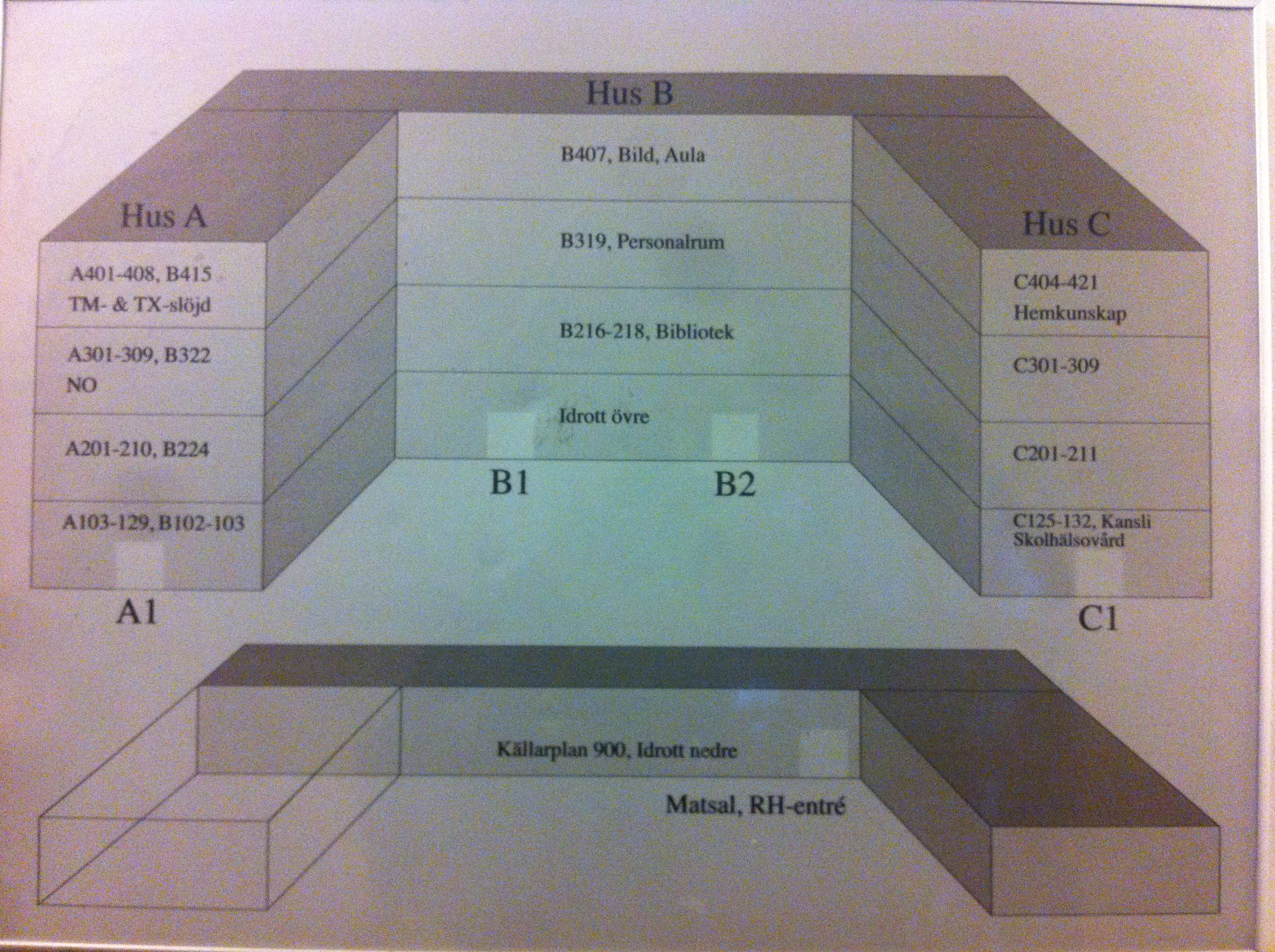
Matteusskolans interiör.

Skolan, som upptar nästan hela kvarteret Skalmejblåsaren (f. d. kv. Odin), ritades av den då 27-årige arkitekten Georg A. Nilsson som fick med detta uppdrag sitt första större nybyggnadsprojekt för Adolf Fredriks församling. Georg A. Nilsson skulle med tiden bli en av Sveriges främsta skolarkitekter, som ritade 23 skolor.
Skolan uppfördes i U-form med entréfasaden mot Vanadisvägen. Nilsson valde ett enkelsidigt korridorsystem, alltså med lärosalarna på ena sidan av korridoren och en fönsterrad på den andra. Varje lektionssal blev 8 meter lång och 6,25 meter bred samt hade 4 meters takhöjd. Kollegie- och gymnastiksalar anordnades i mittpartiet. Inspirationen till ventilationshuvarna på skolans tak fick Georg A. Nilsson från tornhuvarna på det tyska renässansslottet "Slott Johannisburg" i Aschaffenburg. Längst upp i mittpartiet finns skolans samlingssal, på salens ena kortsida finns en heltäckande väggmålning av Nils Kreuger Midsommar vid Slussen signerad 1905.
Mest iögonfallande är fasadgestaltningen med maskinslaget ljusrött tegel och slätputsade fält. Fasaden är rikt dekorerad med diverse tänkespråk och målade figurer. Visdomsord som Vi lära icke för skolan utan för livet, Herrens fruktan är vishetens begynnelse och Egen härd guld värd finns under takfoten längs hela fasaden, i nischer och valv. Det var församlingens kyrkoherde tillsammans med stadens folkskoleinspektör som valde ut dem. Övriga utsmyckningsdetaljer ansvarade Georg A Nilsson själv för.
I tidningen Idun beskrevs planlösningen enligt följande 1902: Källarvåningen upptages af badrum, till hvilket höra badstu och en stor bassäng, tvättstuga, varmkammare, skolkök med tre dubbla fristående spislar, matsal, metallslöjdsal, förrådsrum och gymnastiksal. I bottenvåningen finnas rum för maskinist, vaktmästare och förste läraren jämte skolsalar. En trappa högre upp ligga skolsalar, en stor gymnastiksal samt ram för lärarepersonalen. Våningen två trappor upp är inredd på liknande sätt. Tre trappor upp ligga skolsalar, slöjdsalar för manlig och kvinnlig slöjd, ett stort kollegierum samt ett kök, där fattiga skolbarn komma att bespisas. Vid lokalernas inredning ha naturligtvis de moderna fordringar, som hygienen kräfver, blifvit tillgodosedda.
Skolan renoverades åren 1992–1993 och är blåklassad av Stockholms stadsmuseum, vars värden därmed bedöms motsvara byggnadsminnesmärkning

### Digital visning
Arkitekturhistoriker Martin Rörby berättar om Matteusskolan.

## Invändig miljö
Byggnadens yta är totalt 8562 kvm.

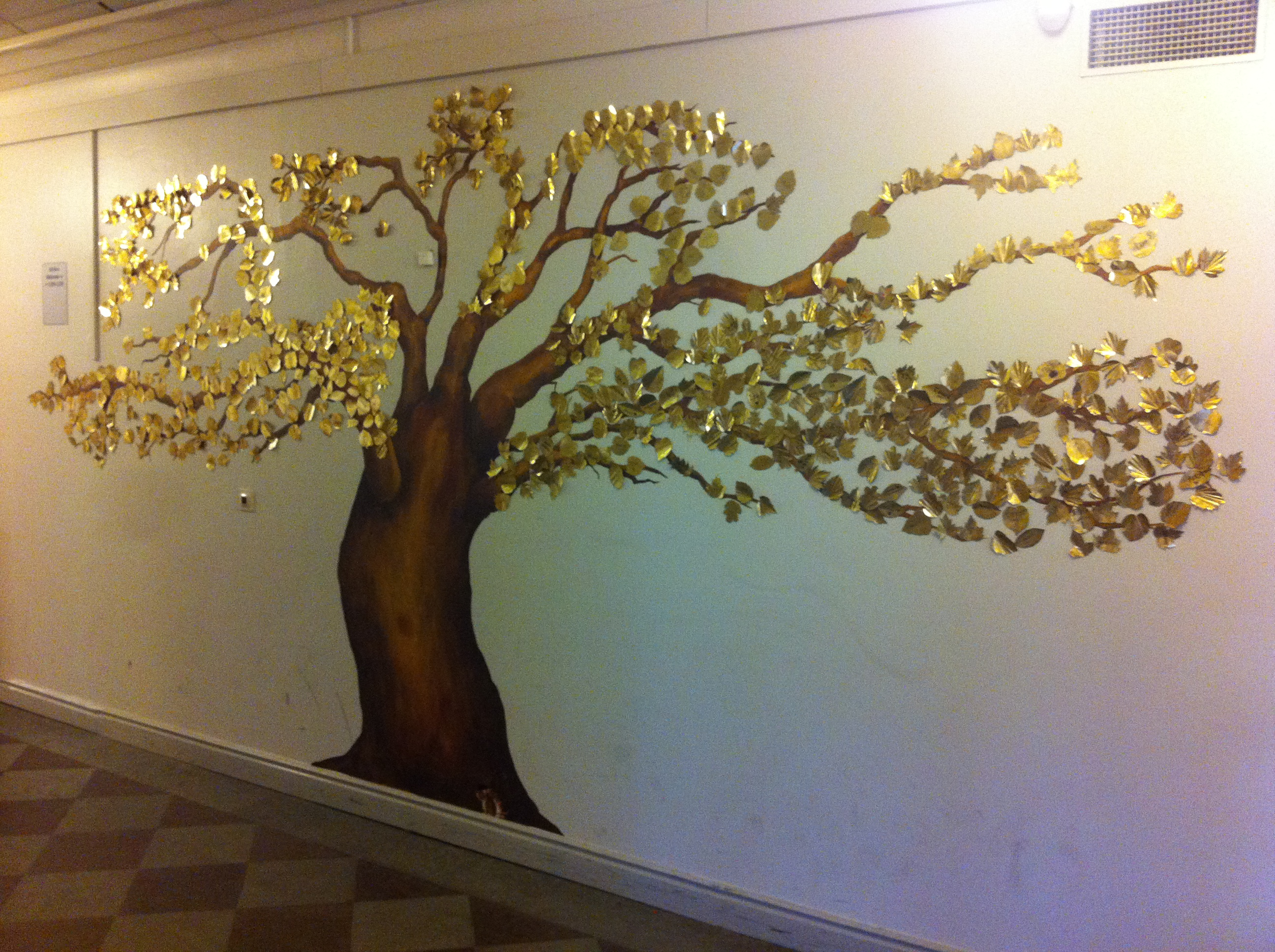
Det målade trädet vars löv ska representera alla elever på skolan målades i syfte att förespråka konceptet "ledaren i mig". Trädet befinner sig i ett av skolans trapphus.

Under 2013 sattes ett flertal citat upp i de flesta korridorer inklusive idrottssalarna i skolan. Detta var en konsekvens av det koncept skolan köpt i ett försök att tillämpa grundläggande principer på skolan. Ett stort träd målades även upp som skulle representera konceptet som innebar att lyda de sju goda vanorna. Detta koncept heter Ledaren i mig.

## Rektorer
- 1902–1905 - I S Bergman
- 1905–1908 - Mats Dahlborg
- 1909–1924 - Ernst Carli
- 1943–1945 - Per Hugo Lindell
- 1924–1943 - Albert Lindberg
- 1945–1962 - Valfrid Rehn
- 1962–1982 - Rune Näslund
- 1983–1991 - Lars Hildberg
- 1991–1995 - Staffan Enquist
- 1995–2005 - Helena Björnhammar
- 2006–2011 - Gunnar Broo
- 2012–2016 - Jan Aili.[20]
- Sedan 2016 - Karolina Arvekvist

## Framstående elever (urval)
| Namn           | Profession                        |
| -------------- | --------------------------------- |
| Lennart Levi   | Professor och riksdagsledamot     |
| Fred Åkerström | Trubadur och textförfattare.      |
| Julia Heveus   | Skådespelare                      |
| Klas Östergren | Författare                        |
| Mange Schmidt  | Sångare, rappare                  |
| Lasse Lönndahl | Sångare och skådespelare          |
| Roland Schütt  | Författare                        |
| Gösta Oswald   | Författare och tonsättare         |
| Conny Bloom    | Sångare                           |
| Inna Agrest    | Schackspelare                     |
| Signe Hasso    | Skådespelare, författare, musiker |
| Gerd Miller    | Tecknare, illustratör             |

## Priser

### Kvalitetsutmärkelsen (Stockholms stads pris) 2022
Hedersomnämnande: Matteusskolan, utbildningsförvaltningen.

## Föräldraförening
Matteusskolan har en  ideell och oberoende föräldraförening som utgör en länk mellan skolledning, skolpersonal och föräldrar. 
Föräldraföreningen anordnar bland annat en årlig Nobelmiddag och årliga skidresor för hela skolan.

## Studiebesök
Hertigparet av Cambridge besökte Matteusskolan onsdagen 31 januari 2018 med anledning av satsningen på hälsofrämjande och preventiva insatser för att förbättra den psykiska hälsan och minska självmordshandlingar hos skolelever.
Besöket uppmärksammades internationellt i media bland annat av Washington Post och Sky News.